# Barbania
Barbania és un comune (municipi) de la ciutat metropolitana de Torí, a la regió italiana del Piemont, situat a uns 25 quilòmetres al nord de Torí. A 1 de gener de 2019 la seva població era de 1.604 habitants.
Barbania limita amb els següents municipis: Rivara, Busano, Rocca Canavese, Levone i Vauda Canavese.
Té els seus orígens en un poblat celta fundat pels salasses cap a finals del segle V aC. A l'edat mitjana va ser una comuna medieval (segle xi), fins que va ser conquerida per Felip I del Piemont al 1305; des de llavors la seva història ha estat relacionada amb el Ducat de Savoia.